# Grégoire Saucy
Grégoire Saucy (Bassecourt, 26 dicembre 1999) è un pilota automobilistico svizzero campione della Formula Regional europea nel 2021. Dal 2024 entra nelle file del team United Autosports correndo con la McLaren nel WEC.

## Carriera

### Formula 4
Nel 2017 Saucy disputa come pilota ospite sei gare nella Formula 4 italiana con il team Jenzer Motorsport. L'anno successivo partecipa interamente al campionato italiano sempre con il team svizzero. Per l'ultimo round della stagione al Mugello cambia team e passa alla R-ace GP insieme il pilota italiano Lorenzo Colombo. Il pilota svizzero conclude sesto in classifica con due pole position conquistate.
Nel 2019 partecipa alla Formula 4 ADAC e part time nella Formula 4 italiana sempre con il team R-ace GP. Durante la stagione nella serie tedesca conquista due podi e chiude sesto in classifica finale.

### Formula Renault
Saucy dopo aver partecipato sia nel 2017 e nel 2019 come pilota ospite nella Formula Renault Eurocup nel 2020 partecipa all'intera stagione con il team ART Grand Prix insieme a Paul Aron e Victor Martins. Il pilota svizzero conquista due podi e chiude settimo in classifica finale.

### Formula Regional

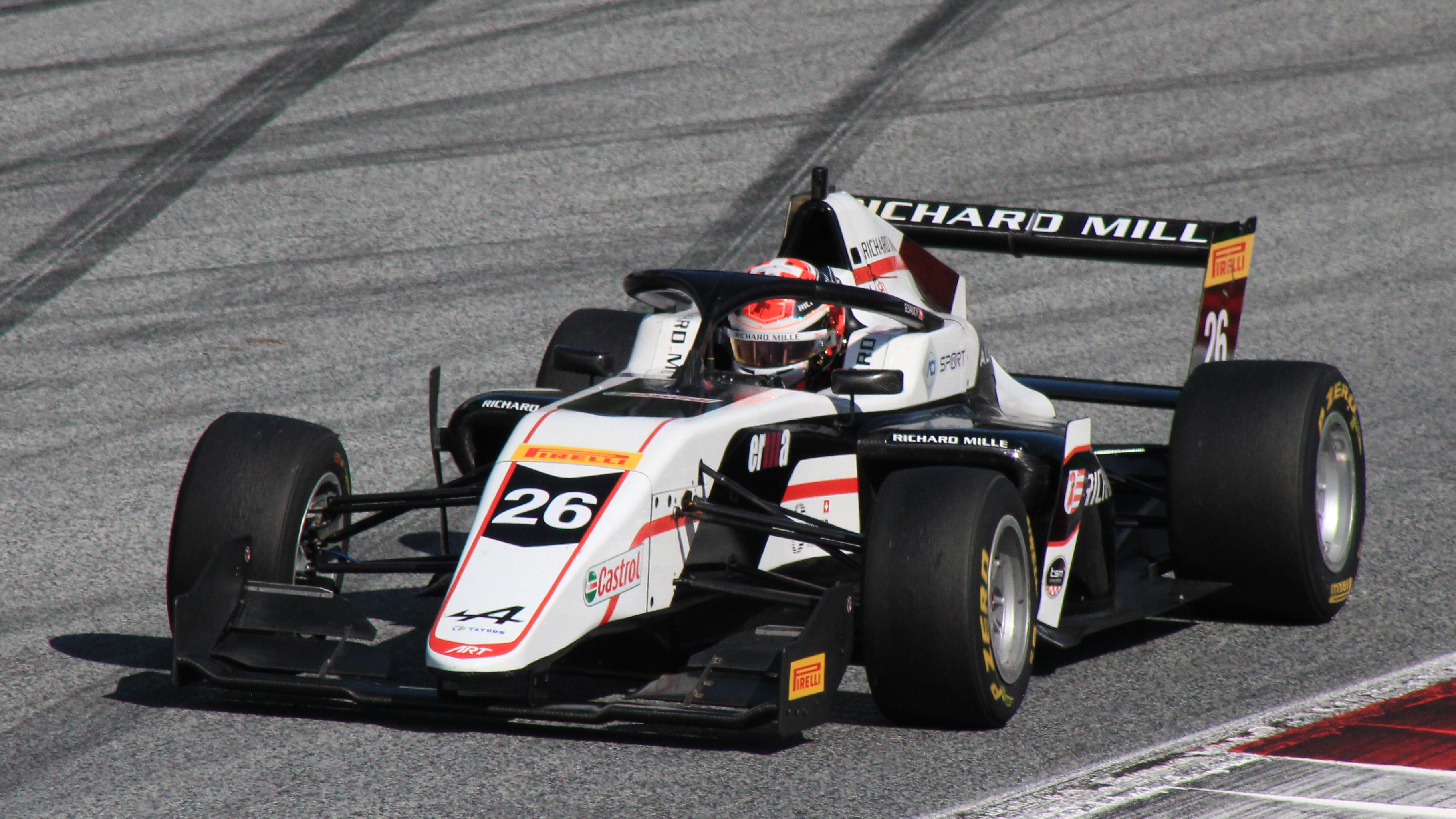
Saucy a Spielberg con l'ART Grand Prix

Nel 2021 Saucy passa alla Formula 3 europea regionale con il team francese ART Grand Prix e i compagni, Thomas ten Brinke e Gabriele Minì. Conquista la sua prima vittoria nella seconda gara stagionale a Imola davanti a Paul Aron e Zane Maloney. Il weekend successivo a Barcellona conquista due pole position e due vittorie. Dopo le due gare a Monaco senza punti e la squalifica nella prima gara al Paul Ricard Saucy conquista tre vittorie consecutive, una sul circuito francese e le altre due a Zandvoort. Conquista altre due vittorie, una in Belgio davanti a Zane Maloney e altra al Red Bull Ring grazie alla squalifica di Franco Colapinto. Con il quinto posto nella prima gara del Mugello Saucy diventa campione della serie con tre gare d'anticipo.

### Formula 3
Nel novembre del 2021 Saucy partecipa ai test collettivi post stagionali della Formula 3 sul Circuito di Valencia con il team francese ART Grand Prix. Conclusi i test Saucy viene ufficializzato dallo stesso team per correre la stagione 2022 della Formula 3. Il pilota svizzero ottiene un solo podio in stagione, arriva terzo nella seconda gara stagionale a Sakhir. Nel resto della stagione ottiene tre piazzamenti a punti e chiude la stagione al quindicesimo posto in classifica.
Per la stagione 2023 Saucy viene confermato dal team francese, il pilota svizzero si dimostra più veloce rispetto all'anno precedente, ottenendo due podi nelle prime gare della stagione, il primo a Melbourne, arrivando secondo dietro Gabriel Bortoleto e altro a Montecarlo dove chiude terzo. Nella seconda parte della stagione tornano le difficoltà viste in precedenza, riesce a chiudere in top 10 solo in altre tre occasioni. A fine stagione chiude con 54 punti al quattordicesimo posto in classifica piloti.

### Mondiale endurance

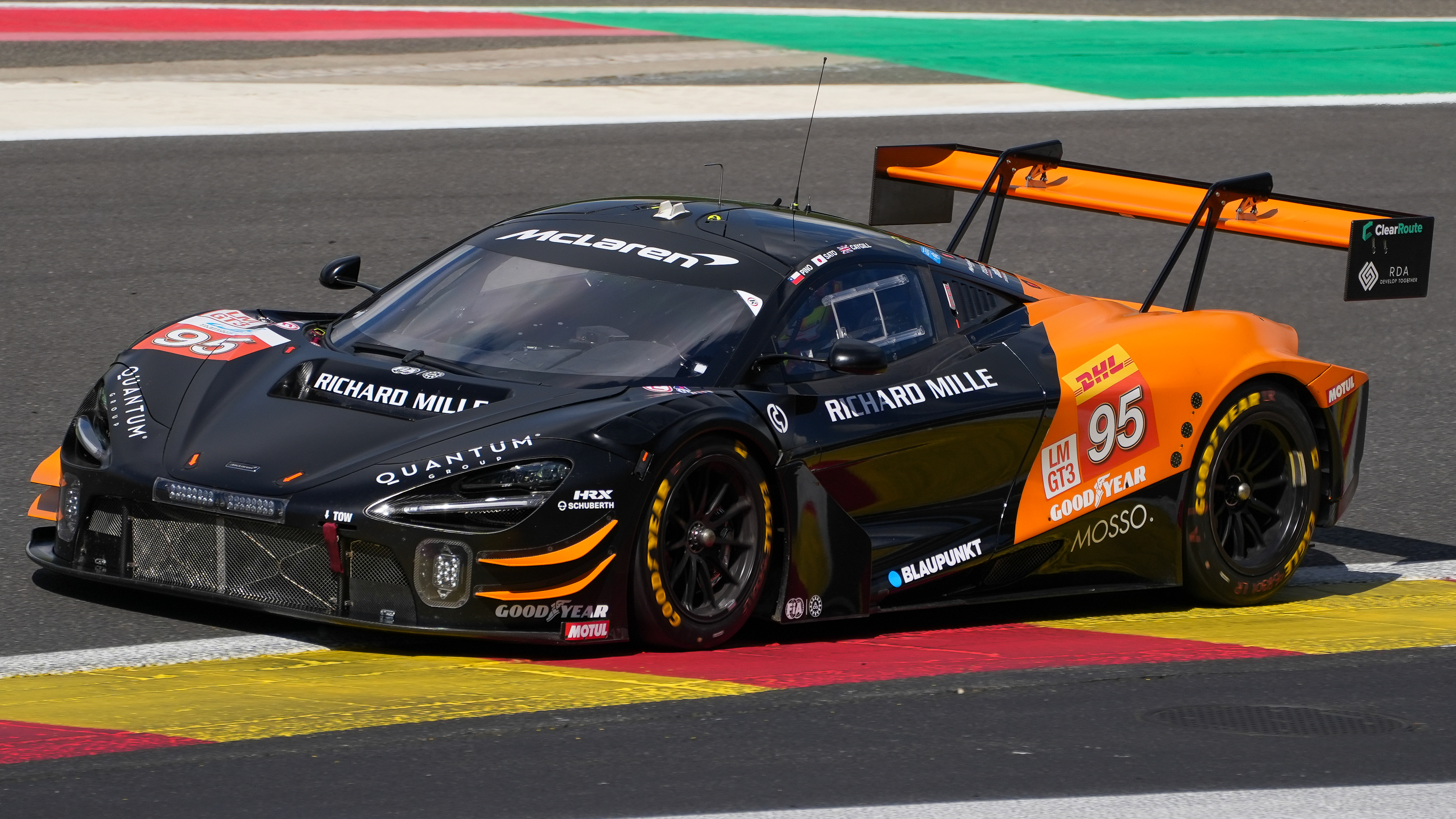
La McLaren 720S GT3 Evo di Satō durante la 6 ore di Spa 2024

Dal 2024 si unisce al team United Autosports partecipando alla Mondiale Endurance nella classe GT3 con la McLaren 720S GT3 Evo. Nello stesso anno corre anche nella European Le Mans Series con il team Richard Mille con TDS nella classe LMP2 Pro-Am. L'anno seguente viene confermato dal team United nel WEC e nel ELMS.

## Risultati

### Riassunto della carriera
| Stagione | Serie                      | Team                  | Gare | Vittorie | Pole | G/v | Podi | Punti | Pos. |
| -------- | -------------------------- | --------------------- | ---- | -------- | ---- | --- | ---- | ----- | ---- |
| 2016     | V de V Challenge Monoplace | RC Formula            | 3    | 0        | 0    | 0   | 0    | 661   | 4º   |
| 2016     | V de V Challenge Monoplace | GSK Grand Prix        | 18   | 0        | 2    | 1   | 3    | 661   | 4º   |
| 2017     | Formula Renault Eurocup    | AVF by Adrián Vallés  | 4    | 0        | 0    | 0   | 0    | 0     | 26º  |
| 2017     | Formula 4 italiana         | Jenzer Motorsport     | 6    | 0        | 0    | 0   | 0    | 7     | NC†  |
| 2018     | Formula 4 ADAC             | Jenzer Motorsport     | 2    | 0        | 0    | 0   | 0    | 0     | NC†  |
| 2018     | Formula 4 italiana         | Jenzer Motorsport     | 18   | 0        | 2    | 1   | 0    | 63    | 11º  |
| 2018     | Formula 4 italiana         | R-ace GP              | 3    | 0        | 0    | 0   | 0    | 63    | 11º  |
| 2019     | Formula Renault Eurocup    | R-ace GP              | 4    | 0        | 0    | 0   | 0    | 0     | NC†  |
| 2019     | Formula 4 italiana         | R-ace GP              | 9    | 0        | 0    | 0   | 0    | 28    | 15º  |
| 2019     | Formula 4 ADAC             | R-ace GP              | 20   | 0        | 0    | 0   | 2    | 95    | 9º   |
| 2020     | Formula Renault Eurocup    | ART Grand Prix        | 20   | 0        | 0    | 0   | 2    | 95.5  | 7º   |
| 2020     | Toyota Racing Series       | Giles Motorsport      | 15   | 0        | 0    | 0   | 2    | 220   | 6º   |
| 2021     | Formula 3 Regional         | ART Grand Prix        | 20   | 8        | 8    | 3   | 10   | 277   | 1º   |
| 2022     | Formula 3                  | ART Grand Prix        | 18   | 0        | 0    | 0   | 1    | 30    | 15º  |
| 2023     | Formula 3                  | ART Grand Prix        | 18   | 0        | 1    | 2   | 2    | 54    | 14°  |
| 2024     | WEC - GT3                  | United Autosports     |      |          |      |     |      | *     |      |
| 2024     | ELMS- LMP2                 | Richard Mille con TDS |      |          |      |     |      | *     |      |

† pilota ospite, non idoneo ai punti.

### Risultati in Formula 3 regionale europea
(legenda) (Le gare in grassetto indicano la pole position) (Le gare in corsivo indicano Gpv)
| Stagione | Team           | 1   | 2   | 3   | 4   | 5   | 6   | 7   | 8   | 9   | 10  | 11  | 12  | 13  | 14  | 15  | 16  | 17  | 18  | 19  | 20  | Punti | Pos. |
| -------- | -------------- | --- | --- | --- | --- | --- | --- | --- | --- | --- | --- | --- | --- | --- | --- | --- | --- | --- | --- | --- | --- | ----- | ---- |
| 2021     | ART Grand Prix | IMO | IMO | CAT | CAT | MON | MON | LEC | LEC | ZAN | ZAN | SPA | SPA | RBR | RBR | VAL | VAL | MUG | MUG | MNZ | MNZ | 277   | 1º   |
| 2021     | ART Grand Prix | 5   | 1   | 1   | 1   | 22  | Rit | DSQ | 1   | 1   | 1   | 8   | 1   | 5   | 1   | 12  | 3   | 5   | 3   | 4   | 10  | 277   | 1º   |

### Risultati in Formula 3
(legenda) (Le gare in grassetto indicano la pole position) (Le gare in corsivo indicano Gpv)
| Anno | Team           | 1   | 2   | 3   | 4   | 5   | 6   | 7   | 8   | 9   | 10  | 11  | 12  | 13  | 14  | 15  | 16  | 17  | 18  | Punti | Pos. |
| ---- | -------------- | --- | --- | --- | --- | --- | --- | --- | --- | --- | --- | --- | --- | --- | --- | --- | --- | --- | --- | ----- | ---- |
| 2022 | ART Grand Prix | BHR | BHR | IMO | IMO | CAT | CAT | SIL | SIL | RBR | RBR | HUN | HUN | SPA | SPA | ZAN | ZAN | MNZ | MNZ | 30    | 15°  |
| 2022 | ART Grand Prix | Rit | 3   | Rit | 23  | 11  | 11  | 18  | 25  | 11  | 14  | 7   | 11  | 12  | Rit | 5   | Rit | 6   | 28  | 30    | 15°  |
| 2023 | ART Grand Prix | BHR | BHR | MEL | MEL | MON | MON | CAT | CAT | RBR | RBR | SIL | SIL | HUN | HUN | SPA | SPA | MNZ | MNZ | 54    | 14°  |
| 2023 | ART Grand Prix | 7   | 4   | 8   | 2   | 3   | 10  | 9   | 27  | 21  | 27  | 21  | 9   | 9   | 15  | 10  | 19  | 22  | Rit | 54    | 14°  |

### Risultati nel WEC
| Anno    | Squadra           | Classe | Vettura              | QAT | IMO | SPA | LMS | SÃO | COA | FUJ | BHR | Punti | Pos. |
| ------- | ----------------- | ------ | -------------------- | --- | --- | --- | --- | --- | --- | --- | --- | ----- | ---- |
| 2024    | United Autosports | LMGT3  | McLaren 720S GT3 Evo | 14  | 11  | 4   | Rit | 4   | 4   | 8   | 6   | 52    | 9°   |
| Anno    | Squadra           | Classe | Vettura              | QAT | IMO | SPA | LMS | SÃO | COA | FUJ | BHR | Punti | Pos. |
| 2025    | United Autosports | LMGT3  | McLaren 720S GT3 Evo | 2   | 14  | 15  | Rit |     |     |     |     | 27*   |      |
| Legenda |                   |        |                      |     |     |     |     |     |     |     |     |       |      |

* Stagione in corso.

### Risultati nel ELMS
| Anno    | Squadra               | Classe      | Vettura  | BAR | LEC | IMO | SPA | MUG | ALG | Punti | Pos. |
| ------- | --------------------- | ----------- | -------- | --- | --- | --- | --- | --- | --- | ----- | ---- |
| 2024    | Richard Mille con TDS | LMP2 Pro/Am | Oreca 07 | 2   | 1   | 3   | Rit | 1   | 5   | 94    | 4°   |
| Anno    | Squadra               | Classe      | Vettura  | BAR | LEC | IMO | SPA | SIL | ALG | Punti | Pos. |
| 2025    | United Autosports     | LMP2        | Oreca 07 | 6   |     |     |     |     |     | 8*    |      |
| Legenda |                       |             |          |     |     |     |     |     |     |       |      |

*Stagione in corso.

### Risultati 24 Ore di Le Mans
| Anno | Team              | Co-Piloti                       | Auto                 | Classe | Giri | Pos. | Classe Pos. |
| ---- | ----------------- | ------------------------------- | -------------------- | ------ | ---- | ---- | ----------- |
| 2024 | United Autosports | Nicolas Costa James Cottingham  | McLaren 720S GT3 Evo | GT3    | 220  | Rit  | Rit         |
| 2025 | United Autosports | Sébastien Baud James Cottingham | McLaren 720S GT3 Evo | GT3    | 314  | Rit  | Rit         |